# Аах (Гегау)

Герб

Аа́х (нім. Aach) — місто в Німеччині, в землі Баден-Вюртемберг, на кордоні зі Швейцарією. Розташоване в регіоні Геґау.

## Опис
Підпорядковане адміністративному округу Фрайбург. Входить до складу району Констанц. Населення становить 2175 чоловік (на 31 грудня 2010 року). Займає площу 10,69 км². Офіційний код -08 3 35001.
Вперше документально згадується в 1100 році. Статус міста був наданий Рудольфом I в 1283 році. Місто належало Габсбургам і входило до складу Передньої Австрії. У 1525 році, під час Селянської війни, місто було зайнято повсталими. У 1805 році, після чергової поразки Австрії від Франції, приєднано до Бадену.
Муніципалітет складається з дванадцяти чоловік (за підсумками виборів 2004 року ХДС і СДПН мають по 3 місця, асоціація незалежних виборців - 4). В рамках угоди з сусіднім містом Енгеном відбувається поділ деяких адміністративних повноважень.
На околиці міста знаходяться руїни башти замку XI століття.